# فريدون فضلي
فريدون فضلي (22 يونيو 1971 بقائم شهر في إيران - ) هو لاعب كرة قدم إيراني في مركز الهجوم. لعب مع نادي أبو مسلم خراسان ونادي استقلال أهواز ونادي تراكتور سازي ونادي راه آهن ونادي صبا قم ونادي غسترش فولاد ونادي نساجي مازندران وFath Tehran F.C. ‏.